# Спартакас (Вільнюс)
Футбольний клуб «Спартакас» Вільнюс (лит. Futbolo klubas Vilniaus Spartakas) — колишній литовський футбольний клуб з Вільнюса, що існував у 1941—1960 роках.

## Досягнення
- А-ліга/Чемпіонат Литовської РСР
  - Бронзовий призер (2): 1948, 1958
- Кубок Литви
  - Володар (1): 1958.